# Synagoge (Murowana Goślina)

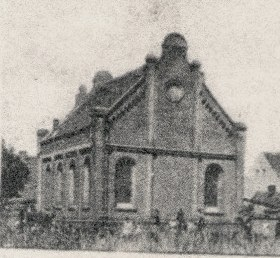
Synagoge in Murowana Goślina

Die Synagoge in Murowana Goślina, einer polnischen Stadt in der Woiwodschaft Großpolen, wurde zu Beginn des 19. Jahrhunderts errichtet und nach dem großen Stadtbrand im Jahr 1847  im Stil des Historismus wiederaufgebaut. Die Synagoge wurde 1940 von den deutschen Besatzern zerstört.